# Вьеска (муниципалитет)
Вьеска (исп. Viesca) — муниципалитет в Мексике, штат Коауила, с административным центром в одноимённом городе. Численность населения, по данным переписи 2020 года, составила 20 305 человек.

## Общие сведения
Название Viesca дано в честь первого губернатора Коауилы Хосе Мария Вьески.
Площадь муниципалитета равна 4402 км², что составляет 2,9 % от общей площади штата, а наивысшая точка — 1553 метра, расположена в поселении Ла-Манча.
Он граничит с другими муниципалитетами штата Коауила: на севере с Матаморосом и Сан-Педро, на востоке с Паррасом, на западе с Торреоном, а на юге с другими штатами Мексики — Дуранго и Сакатекасом.

## Учреждение и состав
Муниципалитет был образован в 1830 году, в его состав входит 83 населённых пункта, самые крупные из которых:
| Код INEGI                  | Населённый пункт                                                                                 | Численность населения (2005 год) | Численность населения (2010 год) | Численность населения (2020 год) |
| -------------------------- | ------------------------------------------------------------------------------------------------ | -------------------------------- | -------------------------------- | -------------------------------- |
| 036                        | Всего                                                                                            | 19328                            | 21319                            | 20305                            |
| 0001                       | Вьеска (исп. Viesca) 25°20′37″ с. ш. 102°48′23″ з. д. (административный центр)                   | 3472                             | 3610                             | 3522                             |
| 0044                       | Ла-Вентана (исп. La Ventana) 25°19′36″ с. ш. 103°28′40″ з. д.                                    | 1951                             | 1966                             | 1976                             |
| 0004                       | Бокилья-де-лас-Перлас (исп. Boquilla de las Perlas) 25°19′46″ с. ш. 103°17′20″ з. д.             | 1491                             | 1705                             | 1876                             |
| 0014                       | Хилита (исп. Gilita) 25°23′40″ с. ш. 103°12′02″ з. д.                                            | 1145                             | 1285                             | 1208                             |
| 0023                       | Мьелерас (исп. Mieleras) 25°23′58″ с. ш. 103°15′57″ з. д.                                        | 960                              | 1116                             | 970                              |
| 0013                       | Габино-Васкес (исп. Gabino Vázquez (San Luis)) 25°28′59″ с. ш. 103°03′52″ з. д.                  | 866                              | 976                              | 946                              |
| 0009                       | Эмильяно-Сапата (исп. Emiliano Zapata) 25°29′22″ с. ш. 102°56′38″ з. д.                          | 722                              | 828                              | 743                              |
| 0042                       | Техабан-дель-Эсфуэрсо (исп. Tejabán del Esfuerzo (El Esfuerzo)) 25°17′27″ с. ш. 103°14′12″ з. д. | 635                              | 745                              | 740                              |
| 0019                       | Игнасио-Сарагоса (исп. Ignacio Zaragoza) 25°21′40″ с. ш. 103°08′31″ з. д.                        | 565                              | 645                              | 721                              |
| 0026                       | Нуэва-Рейноса (исп. Nueva Reynosa) 25°28′29″ с. ш. 103°05′30″ з. д.                              | 431                              | 640                              | 696                              |
| —                          | Прочие                                                                                           | 7090                             | 7803                             | 6907                             |
| Названия на карте Генштаба |                                                                                                  |                                  |                                  |                                  |

## Экономика
По статистическим данным 2000 года, работоспособное население занято по секторам экономики в следующих пропорциях:
- сельское хозяйство и скотоводство — 31 %;
- производство и строительство — 46,6 %;
- торговля, сферы услуг и туризма — 20,6 %;
- безработные — 1,8 %.

## Инфраструктура
По статистическим данным 2010 года, инфраструктура развита следующим образом:
- электрификация: 97,9 %;
- водоснабжение: 97,1 %;
- водоотведение: 81,2 %.

## Фотографии

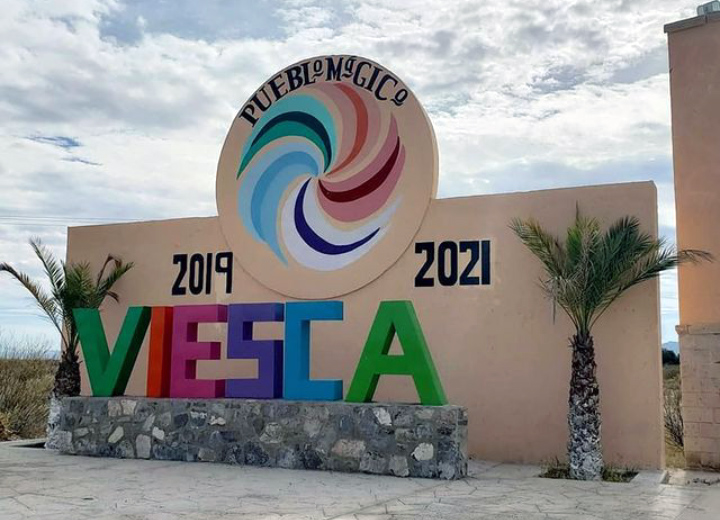
Стела с названием
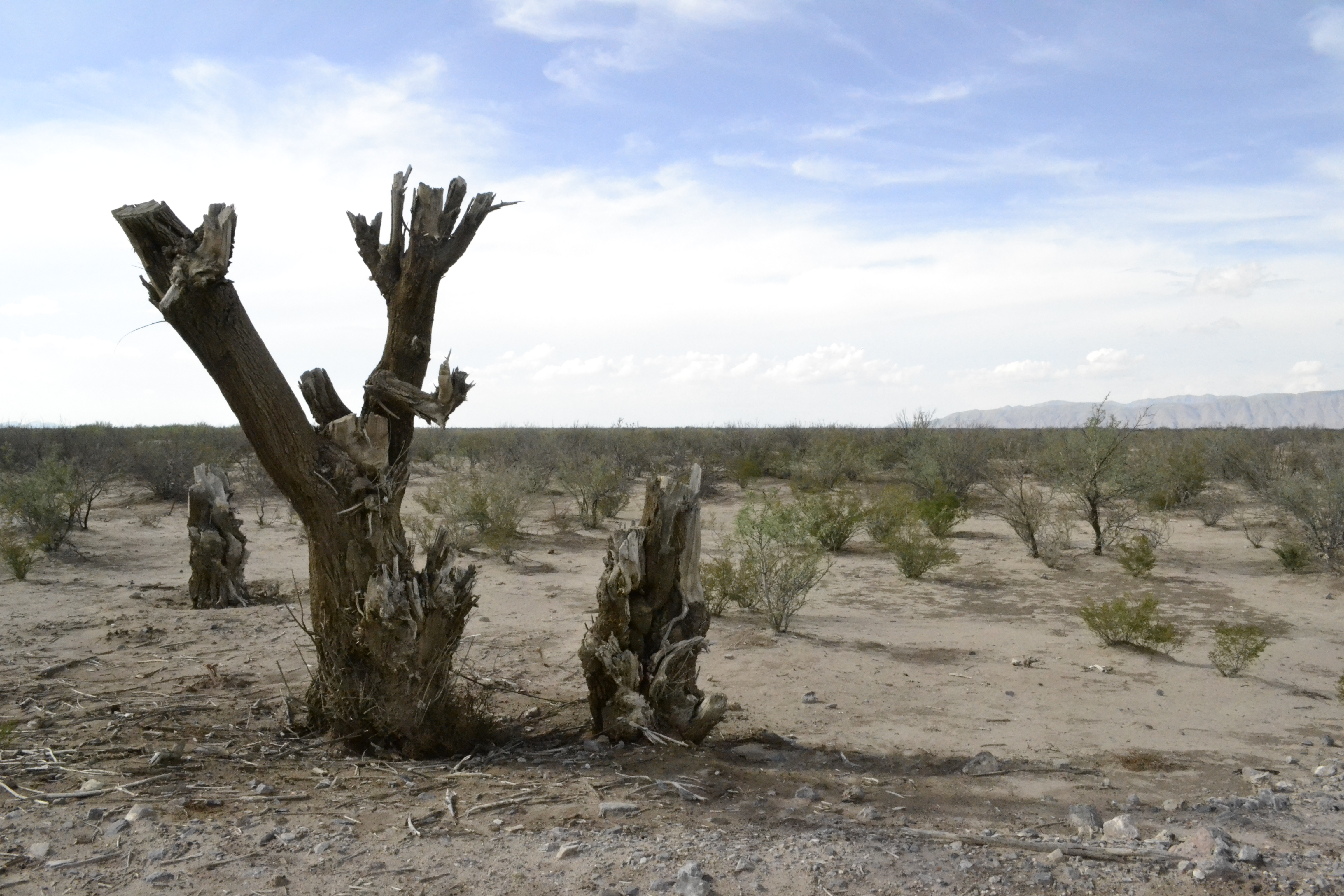
Дюны Бильбао
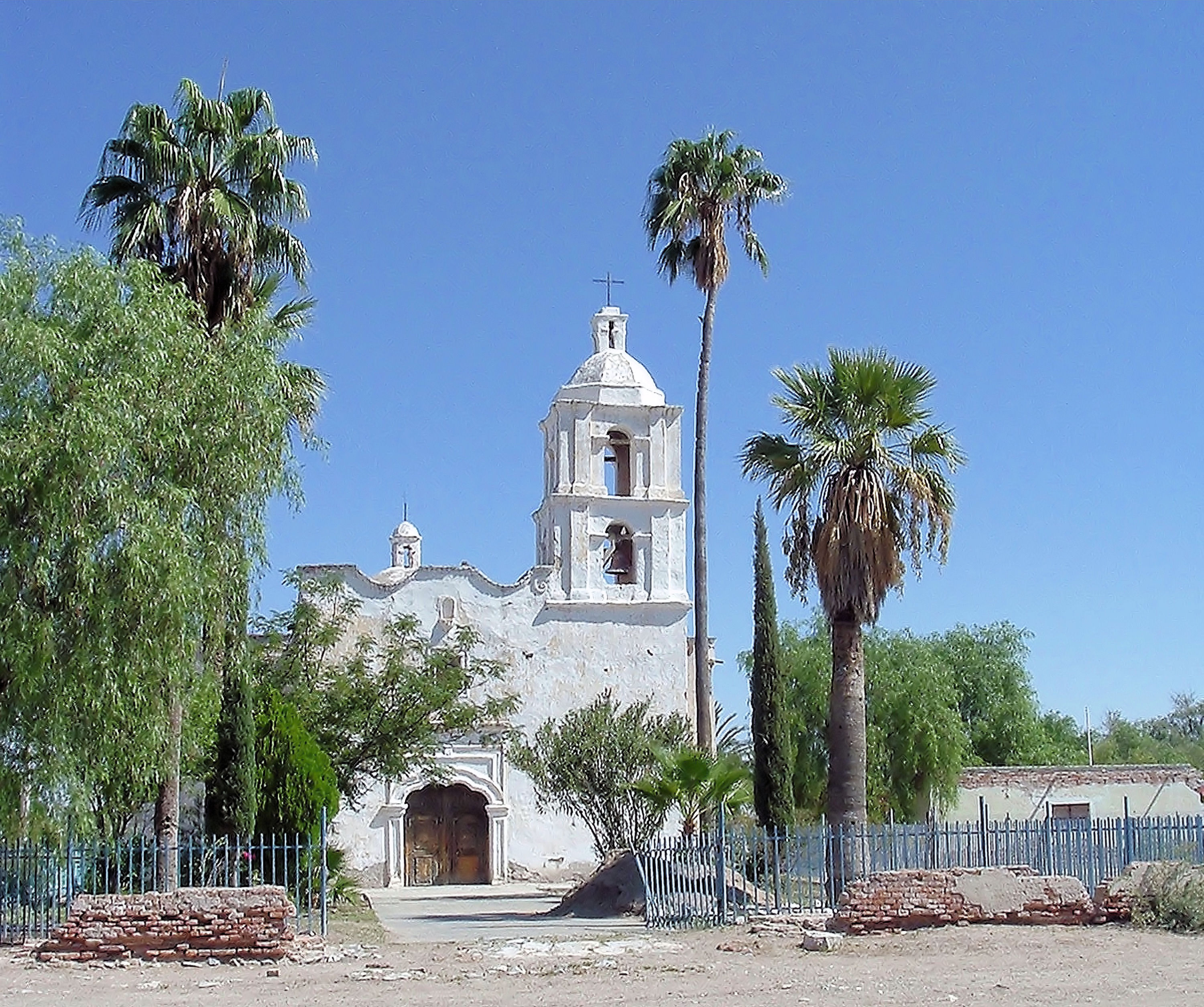
Церковь Святой Анны в Венустьяно-Каррансе